# اسپیس‌شیپ کمپانی
اسپیس‌شیپ کمپانی (انگلیسی: The Spaceship Company) شرکت هوافضای آمریکایی است، که در سال ۲۰۰۵ توسط برت روتان و ریچارد برانسون تأسیس شد.